# ЖС серија 461 подсерија 200
ЖС серија 461 подсерија 200 је монофазна електрична локомотива добијена модернизацијом локомотиве 461 подсерија 000 и 100 од стране загребачке фирме "Раде Кончар" и "МИН" из Ниша, али није тиристоризована. 
Локомотиве 461 подсерије 200 налазе се у експлоатацији у Железницама Србије. 
Због своје масе и снаге локомотиве серије 461 подсерије 200 носе епитет најјаче електричне локомотиве у Србији, које се данас углавном користе за превоз терета због своје велике снаге.
- Локомотиве имају популаран назив "Румунка".

## Порекло и производња
Конструктор овог типа локомотиве је фирма "АСЕА" из Шведске, која је почетком 70-их уступила лиценцу фирми Електропутере из Крајове, у Румунији.
Концепт ове локомотиве сличан је ЖС серији 441, јер потиче од истог испоручиоца лиценцне документације.
Међутим, локомотива серије 461 подсерије 200 је идентична са ЖС серијом 444.
Локомотиве серије 461 подсерије 200 су диодне шест осовинске локомотиве са појединачним погоном осовине (Co'Co') и погонском снагом мотора 5.100 kW, а за напајање користи систем 25 kV, 50Hz.
Ова врста локомотива за свој погон користи шест вучна електромотора једносмерне (валовите) струје са редном побудом који се напајају од контактне мреже, преко пантографа (уређај који преноси напон са мреже на локомотиву и служи за одузимање струје из контактног вода).
Модернизација локомотиве 461 почела је 2004. и трајала је до 2007.
Предвиђене су за вучу теретних и путничких возова по равничарским и брдским пругама уз постизање максималне брзине 120 km/h. 
Локомотиве имају масу 120 тона и електричну отпорну кочницу.

## Технички подаци
| Параметер                                               | Подаци       |
| ------------------------------------------------------- | ------------ |
| Распоред осовина                                        | Co'Co'       |
| Систем ел. вуче                                         | 25 kV, 50Hz  |
| Ширина колосека                                         | 1.435        |
| Дужина преко одбојника                                  | 19.800       |
| Ширина сандука                                          | 3.000        |
| Највећа висина (са спуштеним пантографом)               | 4.650        |
| Пречник новог точка                                     | 1.250        |
| Укупна маса локомотива                                  | 120          |
| Осовински притисак                                      | 20           |
| Маса по дужном метру                                    | 6,1          |
| Број вучних мотора                                      | 6            |
| Трајна снага                                            | 5.100 kW     |
| Јендочасовна снага                                      | 5.400 kW     |
| Трајна снага ел. кочнице                                | 2.600 kW     |
| Трајна брзина при пуном пољу                            | 79 km/h      |
| Трајна брзина при маскималном ослабљеном пољу           | 105 km/h     |
| Јендочасовна брзина при пуном пољу                      | 77 km/h      |
| Једночасовна брзина при максималном ослабљеном пољу     | 103 km/h     |
| Максимални експлоатациона брзина                        | 120 km/h     |
| Трајна вучна сила при пуном пољу                        | 260 kN       |
| Трајна вучна сила при максималном ослабљеном пољу       | 202 kN       |
| Једночасовна вучна сила при пуном пољу                  | 280 kN       |
| Једночасовна вучна сила при максималном ослабљеном пољу | 221 kN       |
| Максимална вучна сила                                   | 392 kN       |
| Трајна кочна сила ел. кочнице                           | 150 kN       |
| Степен искориштења                                      | 0,84         |
| Фактор снаге                                            | 0,85         |
| Преносни однос осовинског преносника                    | 3,65 (73:20) |
| Број степена на степенастом прекидачу                   | 40           |
| Број степена сл. поља                                   | 3            |
| Кочна маса                                              | 60           |
| Кочна маса                                              | 71           |
| Кочна маса                                              | 121          |
| Проценат кочне масе                                     | 50 одсто     |
| Проценат кочне масе                                     | 58 одсто     |
| Проценат кочне масе                                     | 99 одсто     |

## Возни парк
| Оригинални број серије 461 | Број додељен након модернизовања |
| -------------------------- | -------------------------------- |
| 461-007                    | 461-201                          |
| 461-113                    | 461-202                          |
| 461-111                    | 461-203                          |
| 461-108                    | 461-204                          |
| 461-115                    | 461-205                          |
| 461-126                    | 461-206                          |
| 461-010                    | 461-207                          |
| 461-149                    | 461-208                          |